# Ljudmyla Wypyrajlo
Ljudmyla Oleksandriwna Wypyrajlo (ukrainisch Випирайло Людмила Олександрівна, wiss. Transliteration Vypyrajlo Ljudmyla Oleksandrivna, * 19. Juli 1979 in Simferopol, Ukrainische SSR, Sowjetunion) ist eine ukrainische Radrennfahrerin.
Sie nahm an den Olympischen Sommerspielen 2004 in Athen teil. Beim Punktefahren erreichte sie Rang 18. 2007 nahm sie auch an der Polen-Rundfahrt (Wyścig dookoła Polski) teil.